# Татаринська
Тата́ринська (рос. Татаринская) — присілок у складі Верховазького району Вологодської області, Росія. Входить до складу Шелотського сільського поселення.

## Населення
Населення — 7 осіб (2010; 10 у 2002).
Національний склад (станом на 2002 рік):
- росіяни — 100 %